# Pascual Montalvá
Pascual Montalvá o Pascual Muntalvá fue un maestro platero español, establecido en Valencia a fines del siglo XIV.
Además de lo notable de las obras ejecutadas por este artífice, según se deduce de los documentos publicados por el barón de Alcahalí (Diccionario biográfico de artistas valencianos, Valencia, 1897, páginas 386 y 387) y por Sanchis Sivera (La catedral de Valencia, Valencia, páginas 50 y 549), también se desprende de los mismos, que a la sazón se celebraban en Valencia concursos para premiar la destreza en el tiro de ballesta y que la fama de Montalvá había franqueado las fronteras del reino de Aragón. Prueba el primer aserto un documento del 19 de septiembre de 1402, en el que se hace referencia a las copas regaladas por la ciudad para el juego de la ballesta. El segundo documento publicado por Sanchis Sivera revela, con fecha de 1396, que Montalvá ejecutó para el rey de Castilla dos objetos de plata dorada y esmaltada con los escudos reales, estimados en el contrato en 100 florines.